# 레이철 볼런
레이철 볼런(영어: Rachel Bolan, 1964년 2월 9일 ~ ), 본명은 제임스 리처드 사우스워스(영어: James Richard Southworth)는 미국의 베이시스트이자 송라이터로, 헤비메탈 밴드 스키드 로의 멤버로 활동 중이다. 그의 예명인 '볼런'은 어린 시절 우상이었던 밴드 티렉스의 마크 볼런을 기리는 의미에서 붙인 이름이다.

## 경력
레이철 볼런은 1986년 기타리스트 데이브 사보와 함께 스키드 로를 결성했다. 볼런은 키스의 기타리스트 에이스 프릴리의 솔로앨범에서 보컬리스트로, 머틀리 크루의 앨범 <Dr. Feelgood>에선 백업 보컬로 참여하였다. 이후로도 수많은 밴드의 앨범에 참여하였는데, 로케츠 투 루인, 더 루체이거스 (2007년), 그리고 애틀랜틱 레코드의 스토너메탈 밴드 갓스피드가 대표적이다.
볼런은 솔런스의 기타리스트 토미 소더드, L. 우드와 함께 밴드 프루넬라 스케일스를 결성하고, 1997년 뮤니티 레코드사에서 데뷔앨범 <Dressing up the Idiot>을 발매했다. 뉴저지의 밴드 '마스 니즈 우먼'에서 활동하던 잭 로버츠 (기타)와 레이 커비언 (드럼)이 프루넬라 스케일스의 뮤직투어에 합류하기도 했다. 최근에는 스톤 사워의 신작 <House of Gold & Bones - Part 1>와 <House of Gold & Bones – Part 2>에서 작고한 멤버 숀 이코노마키를 대신해 베이스를 맡았다. 또 트러스트컴퍼니의 싱글곡 <Heart in My Hands> 뮤직비디오에서 베이스를 연주하기도 했다.
한편으로는 쿼지모토스라는 이름의 프로젝트를 진행하고 있다. 스키드로의 드러머 롭 어퓨소, 조너선 캘리컷, 이블 짐 라이트 (스펙트리맨, 빅풋, 로드호그스에서 기타를 맡음)와 함께 쿼지모토스 프로젝트 멤버로서 활동 중이다.